# 哺乳期的女人
哺乳期的女人（英語：Feed Me）是一部由杨亚洲和杨博执导的2013年中国剧情片，改编自毕飞宇的同名小说。余男、陶泽如、林浩和邬君梅主演。

## 主演
- 余男
- 陶泽如
- 林浩
- 鄔君梅

## 荣誉
- 获得2013年蒙特利爾世界電影節创新奖。[2]

- 获得2013年中美电影节最佳优秀影片奖。